# Szeplőtelen fogantatás székesegyház (Cienfuegos)
A cienfuegosi katedrális (Catedral de Nuestra Señora de la Purísima Concepción) a José Marti park mellett áll 1869 óta.

## Története
A helyszínen álló első templomot 1833-ban, a spanyol gyarmatosítás idején fejezték be. 1850-ben megkezdték a kibővítését és fejlesztését, majd hasonló munkálatok folytak 1852 és 1861 között, 1866 és 1869 között, majd 1869 és 1875 között.
A szeplőtelen fogantatásról elnevezett templom, amelyet 1869-ben adtak át, neoklasszikus stílusban épült, festett üvegablakai Franciaországban készültek. A szeplőtlen fogantatást megjelenítő olajképeket, fapaneleket helyi mesterek készítették. Két aszimmetrikus harangtornya van, padlója márvány. A templom építését magánadományok segítették, köztük Tomás Terryé, aki az orgonát finanszírozta. A Mária-szobor, annak palástja és ékszerei Barcelonában készültek. A templomot hivatalosan 1903. február 20-án nyilvánították katedrálissá. A templom 2005 óta az UNESCO világörökség része.